# John Peter Richardson junior

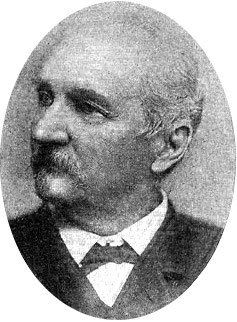
John Peter Richardson, ca. 1886

John Peter Richardson Jr. (* 25. September 1831 im Clarendon County, South Carolina; † 6. Juli 1899 in Columbia, South Carolina) war ein US-amerikanischer Politiker und von 1886 bis 1890 Gouverneur von South Carolina.

## Frühe Jahre
John Richardson entstammte einer prominenten Politikerfamilie in South Carolina. Er war mit mindestens vier anderen Gouverneuren dieses Staates verwandt, die alle entweder Richardson oder Manning hießen. Sein Vater John Peter Richardson senior war zwischen 1840 und 1842 Gouverneur gewesen. Der junge John absolvierte 1849 das South Carolina College, die spätere University of South Carolina. In den folgenden Jahren bearbeitete er seine Plantage im Clarendon County und war in den 1850er Jahren zeitweise im Landesparlament von South Carolina tätig. Während des Amerikanischen Bürgerkriegs kämpfte er in den Reihen der Konföderation.

## Politischer Aufstieg
Nach dem Krieg wurde er zunächst wieder in das Landesparlament und dann in den Senat von South Carolina gewählt, in dem er bis 1867 verblieb. Von 1878 bis 1886 war er Finanzminister von South Carolina. Für die Ende 1886 anstehenden Gouverneurswahl erhielt er innerhalb seiner Demokratischen Partei den Vorzug vor dem amtierenden Gouverneur John Calhoun Sheppard.

## Gouverneur von South Carolina
Bei den eigentlichen Wahlen war er konkurrenzlos. Sowohl im Jahr 1886 als auch bei seiner Wiederwahl zwei Jahre später, verzichtete die Republikanische Partei auf einen Gegenkandidaten. In seiner insgesamt vierjährigen Amtszeit wurden die Voraussetzungen für die Gründung des "Clemenson Agricultural and Mechanical Colleges" geschaffen. Erwähnenswert ist auch noch, dass in jenen Jahren die Farmer Vereinigung (Farmers Association) einen großen politischen Einfluss in South Carolina errang.

## Lebensabend
Nach dem Ende seiner Amtszeit zog sich Richardson aus der Politik zurück. Er starb im Jahr 1899.